# Zuhair Bakhit
Zuhair Bakheet Bilal Saeed (arab. هير بخيت) (ur. 13 lipca 1967 w Dubaju) – emiracki piłkarz grający na pozycji napastnika.
W czasie swojej kariery piłkarskiej (1988–2004) Zuhair Bakhit grał w Al-Wasl Dubaj.
Z reprezentacją ZEA, w której grał w latach 1988–2001 uczestniczył w Mistrzostwach Świata w 1990 we Włoszech, (wystąpił w meczu z reprezentacją Kolumbii), a także w 3 turniejach o Puchar Azji.